# Citroën C3
La Citroën C3 è un'autovettura di segmento B prodotta a partire dal 2002 dalla casa francese Citroën. Nel 2023 ne è stata presentata la quarta generazione.

## Storia e contesto
La C3 venne presentata in anteprima mondiale al salone dell'automobile di Francoforte del settembre 2001 e poi al Motorshow di Bologna nel dicembre dello stesso anno. Fu commercializzata nel marzo 2002 per prima affiancare e poi sostituire la Saxo, oramai anziana e non più in regola con le normative europee, sempre più severe in tema di inquinamento e sicurezza. 
Delle tre generazioni di C3 finora prodotte, le prime due furono caratterizzate da un corpo vettura sviluppato in altezza e dal particolare tetto ad arco che ricorda la 2CV. Queste caratteristiche vennero anticipate da alcune concept car descritte dalla stampa specializzata come prefigurazioni di una potenziale erede della 2CV stessa. Infatti, già alcuni anni prima della commercializzazione, erano stati avviati i progetti per una piccola vettura che riprendesse nel design e negli obiettivi commerciali proprio l'indimenticabile utilitaria francese del dopoguerra. Tra questi prototipi ve ne furono alcuni addirittura con fari sporgenti, proprio come l'antenata, soluzione che fu poi accantonata per motivi di aerodinamica. Quest'impostazione stilistica sarebbe stata poi abbandonata nel passaggio dalla seconda alla terza generazione. 

## Prima generazione (2002-2009)
Introdotta nel 2002 e prodotta fino al 2009, la prima generazione fu quella che maggiormente ricordava nello stile la 2CV prodotta per oltre 40 anni. Equipaggiata con motori TU e DV, condivise il pianale con la contemporanea Peugeot 206 e con la "sorella minore" C2, più squadrata e sportiva. La prima generazione venne anche affiancata da una variante con carrozzeria di tipo cabriolet, denominata C3 Pluriel, la cui impostazione stilistica venne modificata in maniera abbastanza sensibile per via del diverso taglio dei gruppi ottici (sia anteriori che posteriori), per il nuovo disegno della carrozzeria, per la calandra e per i montanti posteriori asportabili.

## Seconda generazione (2009-2016)
La seconda generazione fu introdotta nel 2009: per alcuni mesi condivise il listino con la prima generazione che venne rinominata C3 Classic. Uno degli elementi più caratterizzanti del nuovo modello fu la presenza (come optional) del parabrezza Visiodrive, simile a un tetto panoramico e che si estendeva fino alla parte anteriore della zona abitualmente occupata dal tetto. Venne mantenuta l'impronta stilistica del modello progenitore, caratterizzata dallo stile curvo delle linee. Dalla base meccanica della seconda generazione venne derivata la C3 Picasso, una versione monovolume equivalente in lunghezza che aveva come concorrente modelli di fascia analoga come la Opel Meriva e la Fiat Idea. Un altro importante modello che condivise il pianale fu la Citroën DS3 (in seguito ribattezzata semplicemente DS 3), una variante a tre porte della C3 ma con uno stile differente, un'impostazione più sportiva e motorizzazioni più potenti.

## Terza generazione (dal 2016)
Nel 2016 è stata introdotta la terza generazione: stilisticamente è stato rivoluzionato praticamente tutto: la vettura riprende il linguaggio stilistico delle ultime Citroën, in particolare della C4 Cactus e della e-Méhari ed è basata sul telaio e sulla meccanica della Peugeot 208. Inoltre il centro stile Citroën ha ridisegnato completamente anche il tetto, non più dall'andamento arcuato, e la parte bassa della carrozzeria viene circondata da fascioni in plastica grezza, come se si trattasse di un crossover SUV. Il risultato è una vettura più personale nello stile, che si discosta dalle generazioni precedenti, con i fari disposti su tre livelli, come sulle vetture contemporanee dell'omonima casa. A partire dal 2024 la vettura è stata affiancata dalla nuova generazione.

## Quarta generazione (dal 2023)
Il 17 ottobre 2023 è stata presentata e introdotta la quarta generazione del modello, che va ad affiancare e, in un secondo momento, sostituire la precedente generazione. Questo modello segna una rottura con le precedenti generazioni e meccanicamente non deriva più dalle sorelle Peugeot 208 e Opel Corsa, ma porta con sé per la prima volta la piattaforma SmartCar, derivata dalla piattaforma CMP del gruppo francese. Stilisticamente ha mutuato alcuni elementi, come fari e interni, dalla concept car Citroën Oli. La macchina è stata resa disponibile in un primo momento nella sola motorizzazione elettrica con la versione ëC3 e, in seguito, anche in versione termica, denominata C3.

## Galleria d'immagini
| Citroën C3 (2002) | Citroën C3 (2009) | Citroën C3 (2016) | Citroën C3 (2023) |
| ----------------- | ----------------- | ----------------- | ----------------- |
|                   |                   |                   |                   |
|                   |                   |                   |                   |
|                   |                   |                   |                   |
| 2002-2010         | 2009-2016         | dal 2016          | dal 2023          |